# Dwutlenek azotu
Dwutlenek azotu, nazwa Stocka: tlenek azotu(IV), NO
2 – nieorganiczny związek chemiczny z grupy tlenków azotu, w którym azot występuje na IV stopniu utlenienia. W temperaturze pokojowej jest to brunatny, silnie toksyczny gaz o ostrym zapachu przypominającym zapach gazowego chloru.

## Reakcje
W temperaturze poniżej 147 °C zaczyna ulegać spontanicznej dimeryzacji do bezbarwnego tetratlenku diazotu:
2NO
2 ⇌ N
2O
4
Ze spadkiem temperatury stopień dimeryzacji rośnie. W temperaturze 27 °C zawartość NO
2 wynosi ok. 20%, a w temperaturze skraplania, tj. w ok. −9 °C w układzie jest go ok. 0,7%.

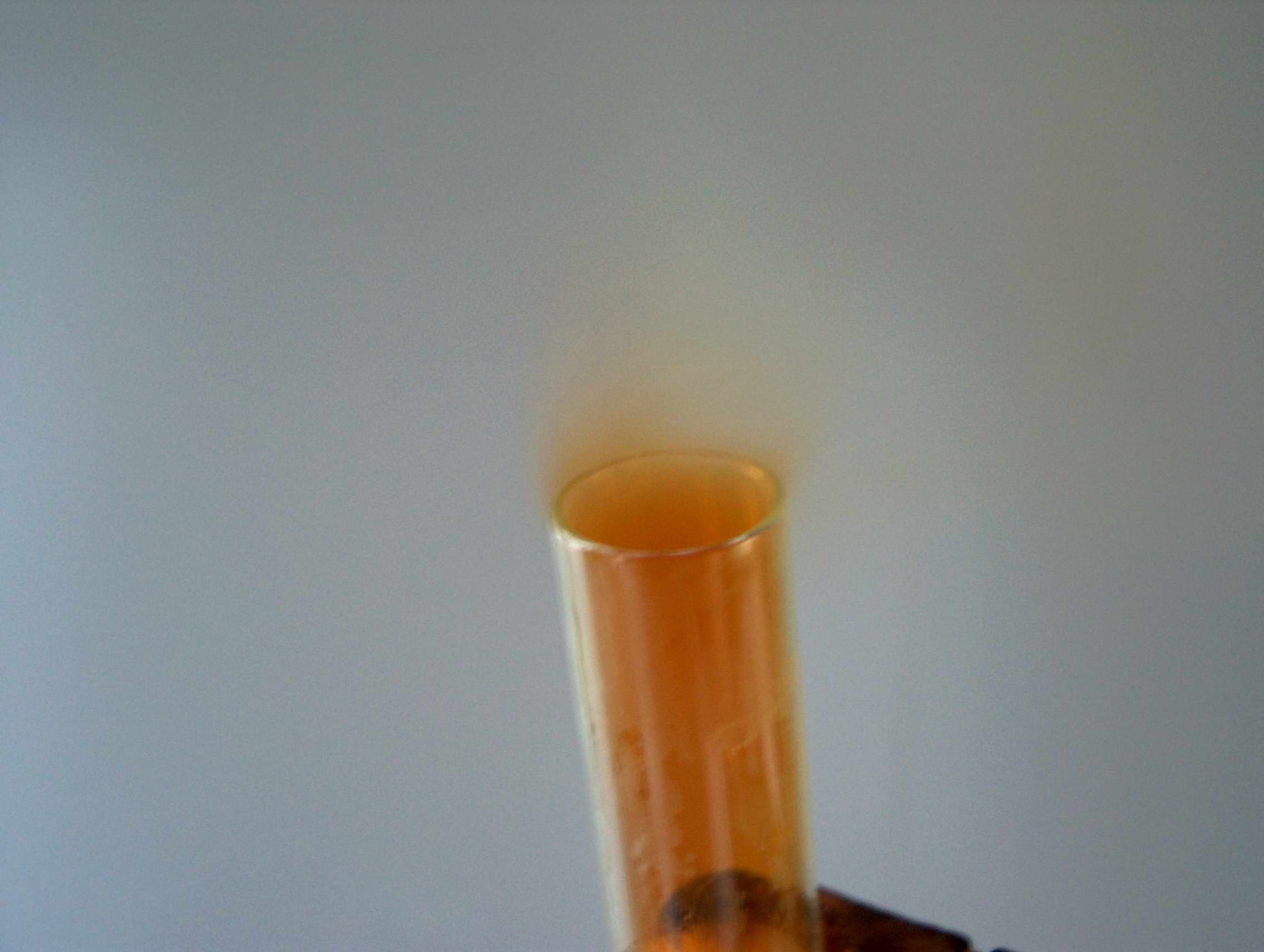
Gazowy dwutlenek azotu w warunkach pokojowych
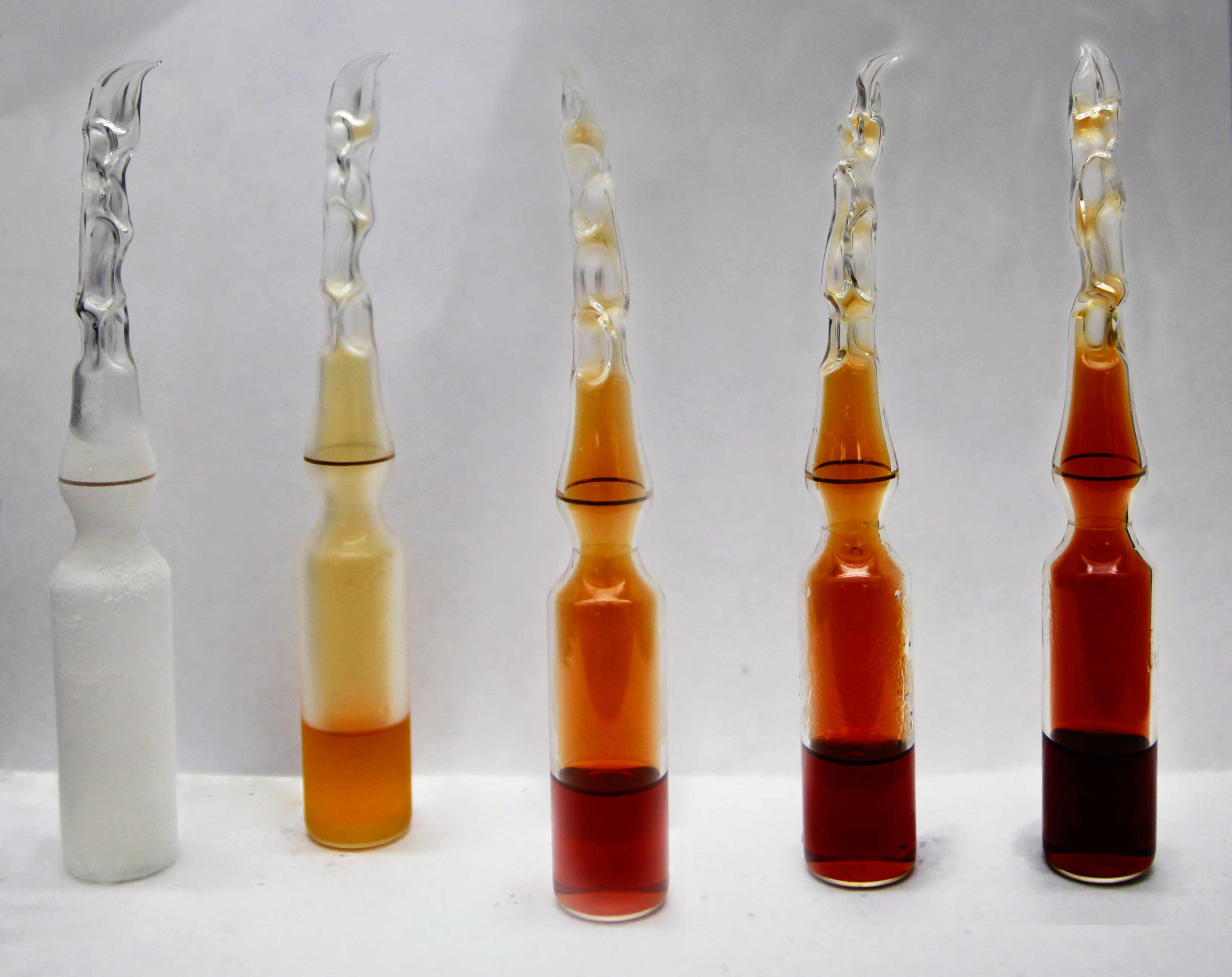
Układ NO
2/N
2O
4 w różnych temperaturach (od lewej: –196, 0, 23, 35 i 50 °C)

Na skalę techniczną dwutlenek azotu otrzymuje się w wyniku spontanicznego utlenienia tlenku azotu tlenem. Tlenek azotu otrzymuje się wcześniej w reakcji utleniania amoniaku.
Dwutlenek azotu jest tlenkiem kwasowym i w reakcji z wodą tworzy równomolową mieszaninę kwasu azotowego i kwasu azotawego. Ma silne właściwości utleniające – utlenia wiele metali przejściowych, np. żelazo i miedź, tworząc odpowiednie tlenki tych metali i tlenek azotu, NO.
Z halogenami tworzy związki nazywane halogenkami nitrylu, np. NO
2Cl i NO
2F, które z kolei są używane niekiedy jako odczynniki do otrzymywania organicznych nitrozwiązków.

## VSEPR
Obliczenie liczby przestrzennej dla dwutlenku azotu według metody VSEPR daje wartość 2,5, co zaokrągla się do 3. W efekcie dla cząsteczki NO
2 przyjmuje się hybrydyzację sp² (XR
2E – budowa kątowa). Powodem takiej sytuacji jest fakt, iż NO
2 jest rodnikiem, czyli oprócz wiązań z tlenem, ma jeden wolny elektron. Wynika z tego stosunkowo duża reaktywność chemiczna oraz silne zabarwienie.

## Oddziaływanie na organizm człowieka
Nawet krótkotrwały kontakt z substancją powoduje podrażnienie układu oddechowego, podrażnienie oczu oraz kaszel. Ponieważ dwutlenek azotu ma właściwości utleniające, powoduje utlenienie Fe2+ zawartego w hemoglobinie do Fe3+, w efekcie czego hemoglobina traci zdolność do przenoszenia tlenu. Na zatrucie szczególnie narażeni są pracownicy silosów, gdyż dwutlenek azotu powstaje w wyniku rozkładu białek zawierających azot (choroba silosowa) oraz pozostali pracownicy zajmujący się otrzymywaniem i wykorzystywaniem kwasu azotowego. Gaz ten występuje również w zanieczyszczonym przez transport i przemysł powietrzu i odpowiada za charakterystyczną barwę smogu. U osób mieszkających w zanieczyszczonych miastach mogą wystąpić problemy z oddychaniem i choroby płuc.